# Euphumosia phantasma
Euphumosia phantasma är en tvåvingeart som beskrevs av Torgerson och James 1967. Euphumosia phantasma ingår i släktet Euphumosia och familjen spyflugor. Inga underarter finns listade i Catalogue of Life.